# Луганська казенна зразкова ферма сільського господарства
Луганська зразкова ферма сільського господарства — заклад аграрної освіти й наукових дослідів на Україні в Катеринославській губренії за 12 верст від Луганського ливарного заводу. Заснована за розпорядженням Міністра фінансів Російської імперії в 1820 році.

## Історія
З 1830 року на Луганську ферму починають приймати кантоністів, дітей поміщиків і грамотних кріпаків для навчання раціональним сільськогосподарським прийомам. У 1833 році на Луганській зразковій фермі проходили практику студенти Петербурзького лісового інституту. Луганська зразкова ферма стала колискою аграрної освіти для всього Півдня Російської Імперії.
У 1841 році за розпорядженням чиновників Луганська зразкова ферма була перетворена в навчальну ферму для Катеринославської, Херсонської, Таврійської губерній, земель війська Донського і Кавказу. У 1848 році Луганська навчальна ферма була переведена в село Новотроїцьке Олександрівського повіту і стала називатися Катеринославською.
На її базі була створена Великоанадольска школа лісників. У 1910 році був виданий указ про присвоєння лісовій школі імені В. Є. Граффа «професора колишньої Петровської академії, Полковника лісничих», що поклав початок степовому лісорозведенню на Донбасі. Зараз на цих землях розташовується Великоанадольський лісовий технікум, який готує фахівців за напрямами: лісове господарство, експлуатація і ремонт техніки для лісового господарства.

## Керівництво
У 1826 році магдебурзького письменника з сільського господарства та ветеринарії Карла Стиссера запрошують очолити даний заклад. Через рік його було обрано дійсним членом Імператорського Московського товариства сільського господарства. Наприкінці 1830-х років Карл Стиссер повертається до Німеччини, його місце займає інший іноземець Крестлинг, але вже під безпосереднім наглядом керуючого Катеринославською палатою державного майна.

## Господарство
Для Карла Стиссера на території ферми був побудований будинок, а для інших чиновників — два флігелі. Для селян, які тимчасово проживали на фермі, було побудовано кілька бараків. Крім того, на фермі були стайні, сараї, комори та інші сільськогосподарські споруди.
Головною метою створення ферми було: «розведення фарбувальних (мануфактурних) рослин, поліпшення землеробських знарядь і самого землеробства і скотарства». З фарбувальних (мануфактурних) рослин на ній розводили: вайду (Isatis) — дворічна рослина, з листя якої отримували синю фарбу; крап або марену (Rubia) — трирічна рослина, з коріння якої отримували червону фарбу для фарбування сукна. А також резеду красильну (Reseda luteola) — дворічна рослина, що дає з усіх своїх частин жовту фарбу; сафлор (Carthamus tinetorius) — рослина, з квітів якої отримували червону фарбу.
З продовольчих рослин на фермі вирощували: ріпак, гірчицю білу і сіру, соняшник, шведську каву, мак (для добування опіуму). А також грецьку траву, кунжут, кмин, чорнушку (Nigella sativa), сибірське жито, роганську картоплю, кукурудзу, різні сорти китайського проса. З трав на фермі сіяли: люцерну, еспарцет, шпергель, кормовий горошок (Vicia). З коренеплідних овочів вирощували: картоплю, моркву і буряки. Також на фермі розводили тютюн таких сортів, як золотолиственний, вирджинський, мерилендський, які були виписані Міністерством фінансів із Сполучених Штатів Америки. Вирощений на фермі тютюн давав непоганий прибуток, одна десятина добре возробленого тютюну давала до 500 карбованців доходу, вважаючи за помірну ціну 25 карбованців за пуд.
Обробіток землі проводився іноземними сільськогосподарськими знаряддями: магдебургскими і бельгійськими плугами, екстирпаторами, котками і боронами з залізними цвяхами. Також застосовували плуг, розроблений самим Стиссером наприкінці 1820-х років і детально описаний ним в «Хліборобській Газеті» № 18 за 1836 рік у статті «Луганський, вдосконалений плуг». Працювали на фермі казенні поселенці, які використовували для роботи з сільськогосподарськими знаряддями коней і волів. Влітку воли паслися в полі, а коні цілий рік містилися на стайнях, годували їх вівсом і кормових горошком. Вози використовувалися великі, на високих колесах (німецькі), які запрягались у дві або чотири коні німецької упряжжю (великий хомут з рогами).

## Наукові досліди
Проводились на фермі досліди над деякими злаковими культурами: американським житом, пшеницею червоно-колосною, ало-колосною, китайською, а також досліди з лікування тварин та вдосконалення сільськогосподарських знарядь. Ці досліди були досить успішними, про що свідчать статті-звіти К. Стиссера в «Землеробському Журналі» № 20 і 21 за 1827 рік «Про Луганський зразковий господарський заклад» та «Про антоновий вогонь в селезінці у худоби, так звану сибірську хворобу або виразку». А також в «Хліборобській Газеті» за 1834 рік — «Практичне керівництво з розпізнавання, огиді та лікуванню звичайних хвороб худоби» (№ 10), «Про розведення торгових рослин» (№ 37), «Про хвороби скотини» (№ 37, 38, 40, 52), «Про ковзанки» (№ 46). За 1835 рік — «Про розведення картоплі у великій кількості» (№ 21 і 22), «Звіт з казенної зразкової Луганської ферми в Катеринославській губернії» (№ 27) і «Користь фарбування землеробських знарядь» (№ 76).